# Bogdan Kolasiński
Bogdan Andrzej Kolasiński ps. „Spencer" (ur. 3 lutego 1923 w Krotoszynie, zm. 19 września 2014 tamże) – polski lekarz pediatra, żołnierz Armii Krajowej,  więzień nazistowskich obozów koncentracyjnych KL Auschwitz-Birkenau, KL Sachsenhausen i KL Buchenwald.

## Życiorys
Syn Jerzego Kolasińskiego - lekarza i powstańca wielkopolskiego. Wysiedlony z Krotoszyna do Suchedniowa w Generalnym Gubernatorstwie, gdzie podjął pracę w fabryce maszyn rolniczych i wstąpił do Armii Krajowej przyjmując pseudonim „Spencer". Był członkiem konspiracyjnego zespołu produkującego pistolety maszynowe Sten.
W październiku 1943 w wyniku zdrady i rozbicia grupy został aresztowany i trafił do więzienia w Kielcach. Po brutalnych przesłuchaniach i śledztwie Gestapo, w grudniu 1943 został przewieziony jako więzień polityczny do nazistowskiego obozu koncentracyjnego Auschwitz-Birkenau, gdzie otrzymał numer obozowy 169 682, wytatuowany na prawym przedramieniu. W obozie pracował przy budowie bocznicy kolejowej, chorował na tyfus. Był świadkiem buntu więźniów Sonderkommando. W październiku 1944 został przewieziony do jednego z podobozów KL Sachsenhausen, gdzie otrzymał numer obozowy 113 654 a w listopadzie 1944  do KL Buchenwald, gdzie otrzymał numer obozowy 95 300, i gdzie pracował w fabryce samolotów. W kwietniu 1945, podczas ewakuacji obozu uciekł z transportu i po dziesięciodniowej tułaczce wrócił do rodzinnego Krotoszyna.
W 2006 nakładem Państwowego Muzeum Auschwitz-Birkenau, została wydana książka Bogdana Kolasińskiego Jakim cudem jeszcze żyję?. Autor zawarł w niej swoje wspomnienia z czasów wojny i pobytu w nazistowskich obozach koncentracyjnych.
Jako jeden z ostatnich żyjących więźniów był gościem honorowym 65 rocznicy wyzwolenia obozu Auchwitz Birkenau. 
Odznaczony Krzyżem Oświęcimskim, w 2006 został wybrany Krotoszynianinem Roku.